# Motim em Mogadíscio em 2021
O Motim em Mogadíscio em 2021 teve inicio em 25 de abril de 2021 quando centenas de soldados somalis entraram em Mogadíscio se opondo a extensões do mandato presidencial.

## Antecedentes
Em 14 de abril de 2021, o presidente em exercício da Somália, Mohamed Abdullahi Mohamed, assinou uma lei que estendeu seu mandato por dois anos. Isso foi contestado por líderes da oposição, que o chamaram de "uma ameaça à estabilidade, paz e unidade" e pela comunidade internacional.

## História
Em 25 de abril de 2021, soldados - principalmente de Hirshabelle - entraram na capital da Somália, Mogadíscio, depois que o presidente Mohamed aprovou a prorrogação de dois anos de seu mandato. Os rebeldes tomaram a parte norte da cidade em confronto com forças pró-governo em alguns bairros. Os soldados pró-governo atacaram as casas do ex-presidente somali e do líder da oposição. No final do dia, as forças governistas retiraram-se em direção a Villa Somalia.
Em 6 de maio de 2021, os soldados concordaram em se retirar de Mogadíscio após uma série de negociações com o primeiro-ministro, mantidas pela oposição. A polícia foi designada para assumir o controle da cidade. Em 8 de maio de 2021, as estradas foram reabertas e os rebeldes retiraram-se de Mogadíscio em veículos em direção a Baixa e Média Shabelle.